# Polygonella americana
Polygonella americana (Fisch. & C.A. Mey.) Small – gatunek rośliny z rodziny rdestowatych (Polygonaceae Juss.). Występuje naturalnie w południowych oraz południowo-wschodnich Stanach Zjednoczonych – w Karolinie Północnej, Karolinie Południowej, Georgii, Tennessee, Alabamie, Missisipi, Luizjanie, Arkansas, Missouri, Oklahomie, Teksasie oraz Nowym Meksyku. 

## Morfologia
PokrójWiecznie zielony półkrzew dorastający do 55–90 cm wysokości.
LiścieIch blaszka liściowa jest siedząca i ma kształt od równowąskiego do lancetowatego. Mierzy 5–12 mm długości oraz 1 mm szerokości, o wierzchołku od tępego do ostrego. Gatka jest całobrzega.
KwiatyObupłciowe, zebrane w grona, rozwijają się na szczytach pędów. Listki okwiatu mają eliptyczny, owalny lub niemal okrągły kształt i barwę od białej do różowej, mierzą 1–3 mm długości.
OwoceTrójboczne niełupki osiągające 2–4 mm długości.

## Biologia i ekologia
Rośnie w lasach, na nieużytkach, stokach oraz brzegach rzek. Występuje na terenach nizinnych. Kwitnie od czerwca do października.